# 데이비드 래드
데이비드 래드(David Ladd, 1947년 2월 5일 ~ )는 미국의 배우, 영화 프로듀서이다.
로스앤젤레스에서 태어났다. 앨런 래드의 차남이다. 조던 래드의 아버지로 원래는 아버지인 앨런 래드가 영화로 활동하고 있다가 형인 앨런 래드 주니어를 비롯하고 있으며 현재는 래드 컴퍼니 대표이사 사장이 되었다.

## 영화
- 리빙 바스토우 (2008년)
- 총각은 어려워 (2003년)
- 하트의 전쟁 (2002년)
- 비트 시티 (1999년)
- 악령의 관 (1988년)
- 지옥의 특전대 (1978년)
- 버닝 크로스 (1974년)
- 갈매기의 꿈 (1973년)
- 데스 라인 (1972년)
- 119 구조대 (1972년)
- 캣로우 (1971년)
- 미스티 (1961년)
- 플란다스의 개 (1960년)
- 프라우드 레벨 (1958년)